# Мастрантонио, Давиде
Давиде Мастрантонио (итал. Davide Mastrantonio; родился 16 января 2004, Рим) — итальянский футболист, вратарь клуба «Рома», выступающий на правах аренды за клуб «Милан Футуро».

## Клубная карьера
Уроженец Рима, Мастрантонио выступал за юношеские команды клубов «Урбетевере» и «Рома». В июле 2021 года подписал свой первый профессиональный контракт с «Ромой».
Сезон 2022/23 вратарь провёл в аренде в клубе «Триестина».
Летом 2023 года отправился в сезонную аренду в клуб «Монтерози», выступающий в группе C итальянской Серии C.

## Карьера в сборной
Выступал за сборные Италии до 18, до 19 и до 20 лет.
В июле 2023 года помог итальянцам выиграть чемпионат Европы среди юношей до 19 лет.

## Достижения
Сборная Италии
- Чемпион юношеского чемпионата Европы (до 19): 2023